# Совхозный (разъезд)
Совхозный — железнодорожный разъезд Волго-Камского региона Куйбышевской железной дороги, находится на участке с тепловозной тягой ж-д линии «Ульяновск — Чишмы». Начало эксплуатации — 1951 год. Расположен в посёлке Октябрьский Чердаклинского района Ульяновской области.

## История
До постройки станции здесь была проложена Мелекесская железнодорожная дорога (с 1907 года — Волго-Бугульминская железная дорога) от станции Часовня-Пристань (у слободы Канава) до станции Мелекесс, а с 1 ноября 1900 года от платформы «Часовня-Пристань» до Мелекесса стал ходить товарный поезд . В 1951 году открыли ж/д станцию «Совхозный».

## Деятельность
На станции осуществляются:
- Посадка и высадка пассажиров на поезда пригородного и местного сообщения. Приём и выдача багажа не производится.
- Приём и выдача грузов на подъездных путях (путях необщего пользования) и местах необщего пользования.

## Дальнее следование по станции
По состоянию на май 2024 год через станцию курсируют следующие поезда дальнего следования:

### Круглогодичное движение поездов
| № поезда | Маршрут движения      | № поезда | Маршрут движения      |
| -------- | --------------------- | -------- | --------------------- |
| 63       | Димитровград — Москва | 64       | Москва — Димитровград |
| 115      | Уфа — Москва          | 116      | Москва — Уфа          |
| 347      | Уфа — Санкт-Петербург | 348      | Санкт-Петербург — Уфа |
| 353      | Пермь — Адлер         | 354      | Адлер — Пермь         |
| 391      | Челябинск — Москва    | 392      | Москва — Челябинск    |
| 609      | Уфа — Ульяновск       | 610      | Ульяновск — Уфа       |

### Сезонное движение поездов
| № поезда | Маршрут движения      | № поезда | Маршрут движения      |
| -------- | --------------------- | -------- | --------------------- |
| 251      | Димитровград — Москва | 252      | Москва — Димитровград |
| 451      | Ижевск — Адлер        | 452      | Адлер — Ижевск        |